# Fulgencio Obelmejias
Fulgencio Obelmejias (ur. 1 stycznia 1953 w San José de Rio Chico) – wenezuelski bokser, były zawodowy mistrz świata w kategorii superśredniej.

## Kariera w boksie amatorskim
Jako amator startował w kategorii średniej (do 75 kg). Zdobył w niej srebrny medal na mistrzostwach Ameryki Środkowej i Karaibów w 1974 w Caracas (w finale pokonał go Alejandro Montoya z Kuby). Zwyciężył na kolejnych mistrzostwach Ameryki Środkowej i Karaibów w 1975 w Gwatemali. Odpadł w pierwszej walce na igrzyskach panamerykańskich w 1975 w Meksyku.
Na igrzyskach olimpijskich w 1976 w Montrealu odpadł w pierwszej walce po porażce z przyszłym brązowym medalistą Luisem Felipe Martínezem z Kuby. Zwyciężył na mistrzostwach Ameryki Środkowej i Karaibów w 1976 w Kingston.

## Kariera w boksie zawodowym
Przeszedł na zawodowstwo w 1977. Po wygraniu pierwszych 30 pojedynków (w tym z Elishą Obedem w marcu 1980) zmierzył się 17 stycznia 1981 w Bostonie z Marvinem Haglerem w walce o tytuł mistrza świata federacji WBA i WBC w kategorii średniej, ale przegrał przez techniczny nokaut w 8. rundzie. Następnie wygrał 8 kolejnych walk, w tym z Eddiem Gozo w październiku 1981 i w Parkiem Chong-palem w listopadzie tego roku i 30 października 1982 w San Remo stoczył walkę rewanżową z Haglerem, którą przegrał przez techniczny nokaut w 5. rundzie.
30 maja 1986 zdobył tytuł mistrza Fedelatin (Ameryki Łacińskiej) WBA w wadze półciężkiej, ale utracił go w listopadzie tego samego roku.
23 maja 1988 w Suanbo zdobył tytuł mistrza świata federacji WBA w kategorii superśredniej po jednogłośnym pokonaniu na punkty Parka Chong-pala. Utracił ten tytuł w pierwszej obronie 28 maja 1989 w Yeosu, kiedy to Baek In-chul pokonał go przez techniczny nokaut w 11. rundzie. Potem Obelmejias stoczył jeszcze trzy walki i ostatecznie zakończył karierę w 1992.